# 1070
El 1070 (MLXX) fou un any comú començat en divendres del calendari julià.

## Esdeveniments
- Construcció de l'anomenat Temple de la Literatura al Vietnam per a l'educació dels funcionaris de la cort.[1]